# Boute Morte
Die Boute Morte ist ein kleiner Fluss in Frankreich, der in der Region Centre-Val de Loire verläuft. Sie entspringt im Département Cher, im Gemeindegebiet von Ménétréol-sur-Sauldre, wechselt nach etwa zwei Kilometern ins Département Loir-et-Cher, entwässert generell Richtung Westen und mündet nach insgesamt rund 16 Kilometern im Gemeindegebiet von Souesmes als rechter Nebenfluss in die Petite Sauldre.
Achtung! Nicht zu verwechseln mit dem Fluss Boute Vive, der in die Grande Sauldre einmündet.

## Orte am Fluss
(Reihenfolge in Fließrichtung)
- Landeroyne, Gemeinde Ménétréol-sur-Sauldre
- Bois Rosé, Gemeinde Souesmes
- Bourdaloue, Gemeinde Souesmes
- La Savalerie, Gemeinde Souesmes
- La Tuilerie, Gemeinde Souesmes